# Oberwil im Simmental
Oberwil im Simmental is een gemeente en plaats in het Zwitserse kanton Bern, en maakt deel uit van het district Frutigen-Niedersimmental.
Oberwil im Simmental telt 813 inwoners.